# Gaullisme

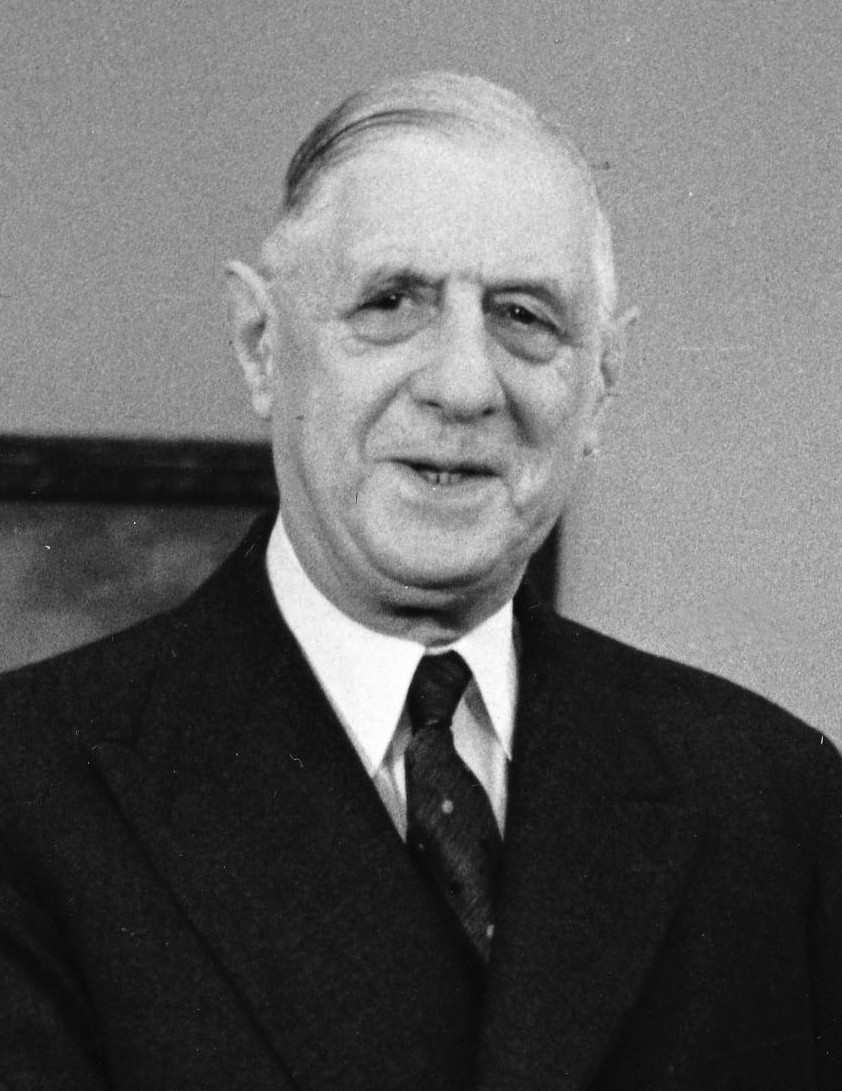
Foto de De Gaulle presa el 1963.

La creu de Lorena fou un símbol primer de la resistència francesa front als alemanys nazis i, després, del gaullisme polític

El gaullisme és l'ideari polític inspirat en el de l'ex-president francès Charles de Gaulle. Tot i que se sol relacionar el gaullisme amb la dreta (Georges Pompidou i Jacques Chirac són potser dos dels gaullistes més coneguts internacionalment) també existeixen gaullismes més socials o d'esquerres. Fora de França se sol relacionar també amb el nacionalisme francès i amb l'intervencionisme de França a la política internacional o d'altres països. A més de nacionalista i socialment conservador, se sol considerar també populista, basat en el carisma de De Gaulle.
Actualment, l'antic partit gaullista RPR forma part del partit de dretes Unió pel Moviment Popular (UMP), liderat per Nicolas Sarkozy.
L'emblema del gaullisme és la creu patriarcal, amb dues bandes horitzontals, la de sota més llarga, que és coneguda com a creu de Lorena, tot i que aquesta en principi, estrictament parlant, té les dues bandes de la mateixa longitud.

## Evolució del significat
El propi de Gaulle refusava el terme gaullisme, el significat del qual ha anat evolucionant amb el temps. Així, durant la Segona Guerra Mundial era el terme utilitzat per les autoritats alemanyes i pel Govern de Vichy per referir-se a l'anomenada resistència contra ells, és a dir, a les xarxes de les Forces françaises de l'intérieur (FFI) -de les quals de Gaulle n'era el cap- a França i les Forces françaises libres (FFL) a l'estranger; mentre que d'ençà que va acabar la Segona Guerra Mundial el seu sentit va esdevenir més polític. Actualment encara es fa servir amb aquest segon sentit, per a designar les idees de De Gaulle i dels seus partidaris, en contraposició als altres partits i corrents polítics.

## Filosofia gaullista
En principi el gaullisme és una filosofia que parteix de les següents constatacions: França ha pogut fer grans coses al passat i ser una de les nacions més importants del món occidental quan s'ha embarcat en liderar-ne un destí comú com, per exemple, les croades dels països cristians contra els altres, o la influència i expansió de l'absolutismede Lluís XIV de França a altres monarquies europees. D'altra banda, les diferències entre postures polítiques, intel·lectuals o socials internes només han portat a França vers la decadència. Per tant, perquè França pugui donar el millor de si mateixa i de ser cap d'altres nacions en els seus projectes, cal que estigui unificada, articulada per poques però fortes institucions polítiques (bipartidisme eficaç) i amb un pla econòmic i participació social prou adients per a evitar les lluites internes.
Aquesta filosofia patriòtica de l'humanisme és hereva del cristianisme, de Gaulle pertanyia als cercles demòcrata-cristians abans de la guerra, i probablement també de l'ideal de la revolució francesa, segons el que diu de Gaulle. "Només hi ha una querella que val, la de l'Home". Per a alguns, l'humanisme gaullista són dues coses alhora, d'una banda és una finalitat de la grandesa de França, ja que segons els gaullistes el missatge que França dona i estén al món és humanista, i d'altra banda l'humanisme és una conseqüència a través d'una política social que nogensmenys té com a objectiu principal soldar l'Estat.

## Política gaullista
L'objectiu principal de la política gaullista és la projecció i independència de França al món, amb una forta unitat interior, al servei del seu servei patriòtic i humanista. Fonamentada en la filosofia gaullista, la política gaullista predica conseqüentment amb els principis següents:
- La independència política, econòmica, cultural, diplomàtica i militar de França, refusant el vassallatge a organismes supranacionals (ONU, OTAN, UE, etc.) a superpotències (Estats Units, Xina, etc.) o a potències econòmiques o financeres (grans empreses, bancs, etc.).
- El respecte a la independència de les altres nacions i pobles, fora de França, (Quebec, Vietnam, etc.) front a l'imperialisme.
- El poder executiu primordial del president de la República francesa, per obtenir estabilitat i fortalesa política.
- El contacte directe entre el president i el poble, sense passar per intermediaris (per exemple, eleccions a President a les quals els votants el voten directament, i no a partits que després el voten).
- El president reagrupa a tots els ciutadans francesos via aquest contacte directe, sense que hagi d'importar si són de dretes o d'esquerres, font de divisions i, per tant, de decadència del país.
- Una forta intervenció econòmica per part de l'Estat per regular la planificació, la gestió del patrimoni i del territori, etc. que l'acosta al keynesianisme i l'allunya en principi (això canvia vers els anys 80) del liberalisme econòmic.
- El refús tant al capitalisme (entès com a l'explotació d'una classe social per part d'una altra) com als socialismes revolucionaris (lluita de classes) en profit d'una "tercera via" social.

El mètode utilitzat per a aconseguir aquests objectius és el pragmatisme i el refús de les ideologies que limiten la llibertat.

## Partits gaullistes
Al llarg de la història, primer liderats per ell i més tard pels seus partidaris, hi ha hagut alguns partits polítics francesos que s'han declarat o es declaren gaullistes. D'aquests, l'UMP, el DLR i la UPF estan encara en actiu.

### Partits liderats per Charles de Gaulle
- Rassemblement du peuple français, RPF, (1947-1955) creat pel general de Gaulle i del qual ell mateix es va retirar el maig de 1953.
- Union pour la nouvelle République, UNR, (1959-1976), tot i que a partir de 1968 va canviar el nom a Union des démocrates pour la République, UDR. Més tard esdevindrà l'RPR.

### Partits posteriors a Charles de Gaulle
- Rassemblement pour la République, RPR, (1976-2002), fundat per Jacques Chirac a partir de l'UNR, l'any 2002 el mateix Chirac el transforma en l'actual Union pour un Mouvement Populaire, UMP (2002 - actualitat).
- Debout La République, DLR, (1999 - actualitat). Partit gaullista republicà independent presidit per Nicolas Dupont Aignan.
- Union du Peuple Français, UPF, (2006 - actualitat). Confederació gaullista i republicana copresidida per Etienne Patier, Henry Afonso i Nicolas Stoquer.

## Tipus principals de gaullismes
El gaullisme és per natura divers, ja que es basa en la percepció que diferents persones poden tenir al voltant de l'acció d'un home, o fins i tot d'algunes accions seves escollides per uns o altres. Mentre ell vivia, les diverses sensibilitats del gaullisme s'esborraven front l'arbitratge del mateix de Gaulle, però un cop mort aquest, cadascuna d'elles s'han enfrontat més frontalment. Hom pot fer una primera classificació molt general de les diferents maneres d'entendre el gaullisme segons les posicions polítiques pel que fa a la socioeconomia, ja que es pot parlar de gaullismes "de dretes" i d'altres "d'esquerres":
- Neogaullisme o gaullisme "de dretes": És molt proper al gaullisme "tradicional" -amb de gaulle viu- dels anys 70, però amb el temps s'ha adaptat a les altres dretes europees. Com elles, des dels anys 80 defensen sobretot el liberalisme econòmic. També són partidàries de la construcció de la Unió Europea i, tot i que defensen la idea d'una Europa independent dels Estats Units, encara són partidàries de les accions conjuntes amb els Estats Units i Canadà, un atlantisme heretat de les aliances durant la Segona Guerra Mundial. Alguns dels seus líders han estat Georges Pompidou i Jacques Chirac.

- Gaullisme social: És el gaullisme actual més proper al tradicional. Defensa una democràcia social sense posar en qüestió el capitalisme i està sobretot vinculat a la idea de nació francesa i del paper que té França al món. Alguns gaullistes socials són, per exemple, Jacques Chaban-Delmas, Philippe Séguin i Nicolas Dupont-Aignan.

- Gaullisme "d'esquerres": És el gaullisme que es qüestiona el capitalisme per a construir una tercera via social. Alguns d'aquests gaullistes són, per exemple, Louis Vallon i René Capitant. Per a alguns ho són fins i tot alguns pancapitalistes com Marcel Loichot, que proposen la intervenció de l'Estat per a redistribuir progressivament, i seguint una llarga distribució d'accions, el capital de les empreses als seus treballadors.